# Tuzandi Mons
Il Tuzandi Mons è una struttura geologica della superficie di Venere.